# Hetaerica harveyi
Hetaerica harveyi là một loài nhện trong họ Zodariidae.
Loài này thuộc chi Hetaerica. Hetaerica harveyi được Raven & Barbara C miêu tả năm 2000. Baehr.